# Helmut Kritzinger (Bergsteiger)
Helmut Kritzinger (* 1967 in Völs am Schlern, Südtirol) ist ein italienischer Extrembergsteiger und Berg- und Skiführer. Nach Reinhold Messner ist Kritzinger der erste Südtiroler, der alle Seven Summits bestiegen hat. Er stand insgesamt 14 Mal auf diesen Gipfeln.

## Leben
Im Alter von elf Jahren entdeckte Helmut Kritzinger seine Leidenschaft als Kletterer. Mit 14 Jahren bestieg er die Sellatürme, die Santnerspitze, die Fünffingerspitze und den Sass Ciampac in den Schwierigkeitsgraden IV und V. Als 16-Jähriger unternahm er eine Erstbegehung während der Sportklettertour „Al Peperoncino“ (VII) im Sellagebiet der Dolomiten. Ein Jahr später verzeichnete er seine erste Solobegehung der Schubert Führe (VI). Weitere erste freie Begehungen der Dolomitenwände folgten in den darauffolgenden Jahren: On-sight-Begehung der Cassin-Führe in der westlichen Zinne (VIII-), Buhl-Führe in der Rotwand (VIII+), Tour „Moderne Zeiten“ in der Marmolata (VII+) und der berüchtigte Mittelpfeiler am Heiligkreuzkofel (VIII-).
Beim Sportklettern in Südfrankreich und am Gardasee erzielte er on-sight-Begehungen von Routen im Schwierigkeitsgrad 7b und in Rotpunkt-Routen mit Schwierigkeitsgrad 7c. Danach verlegte der 22-Jährige seinen Kletterschwerpunkt wieder in die heimischen Berge, im Besonderen in die Marmolada. Deren Südwand bezwang er in freier Begehung über die „Via Fortuna“ (VIII), die „Via Irreale“ (VIII), die „Variante Italia“ (VIII-) und den „Weg durch den Fisch“ mit Schwierigkeitsgrad VIII+/IX-.
1991 legte er die Prüfung zum Berg- und Skiführer ab und gründete daraufhin die Bergagentur ArcAlpin, der er bis heute vorsitzt.
1992 reiste er erstmals ins Yosemite in den USA, wo er verschiedene on-sight-Touren bis 7c kletterte. In den darauffolgenden Jahren bereiste er weitere Klettergebiete in Spanien, Thailand, Südafrika, Australien, Mexiko, Ecuador und Jordanien.
Seine alpinistischen Leistungen bewegten Helmut Kritzinger zum Projekt der Besteigung der Seven Summits. Mit der Besteigung des Aconcagua im Jahr 1993 verzeichnete er den ersten Erfolg.
Einen ersten Versuch an einem Achttausender, dem 8201 m hohen Cho Oyu scheiterte 1994.
Im Jahr 2000 waren Helmut Kritzinger der Gipfelerfolg am Kilimanjaro und am Mount Kenia in Afrika beschieden. Während dieser Expedition lernte Helmut jene Grödner Bergsteiger kennen, die ihn dann auf die weiteren Bergfahrten zu den Seven Summits begleiteten.
2005 bestieg er den Elbrus im Südosten Russlands. Ein Jahr später folgte die Carstensz-Pyramide in Papua-Neuguinea. Im selben Jahr reiste er nach Uganda und bestieg dort den 5.109 Meter hohen Ruwenzori als dritten der drei höchsten Berge Afrikas. 2007 folgte dann der fünfte Gipfel bei einer Expedition in die Antarktis: der Mount Vinson. Er unternahm mehrere Expeditionen nach Südamerika und Afrika und kletterte auf Routen bis 7c+ und einige on-sight-Touren im 7c-Bereich. 2009 folgte die Expedition nach Alaska, um den vorletzten aller Seven Summits zu besteigen: den Mount McKinley. Kritzinger bestieg auch die Alternativgipfel Mount Kosciuszko in Australien und Mont Blanc in Frankreich/Italien.
Nach einer mehrwöchigen Akklimatisationsphase im Himalaya bestieg Helmut Kritzinger am 21. Mai 2011 den Mount Everest. Zwei Monate dauerte dabei die Vorbereitungsphase. Der Auf- und Abstieg erfolgte dann in einem 21-stündigen Durchmarsch an der weniger begangenen und meist windexponierten Nordseite des Berges. Um 05:30 Uhr stand Kritzinger unter günstigen Bedingungen am Gipfel des Mount Everest.
Sein aktuelles Projekt hat die zweithöchsten Berge der sieben Kontinente zum Ziel, die Seven Second Summits. Bisher ist die Besteigung aller Seven Second Summits nur Hans Kammerlander gelungen (Stand: Januar 2011), da sie im Vergleich zu den höchsten Bergen der Kontinente die größere alpinistische Herausforderung darstellen.
Am 19. Oktober 2011 bestieg Kritzinger als ersten der Second Summits den Ngga Pulu. Gleichzeitig nahm er mit dieser Besteigung eine Vermessung des Gipfels mit einem Differential-GPS vor, die für den Ngga Pulu eine Höhe von 4.852 Metern ergab, bzw. 4.480 Meter wurden als  Schartentiefe zwischen Ngga Pulu und der Carstensz-Pyramide gemessen.

## Besteigung der Seven Summits
| Nr. | Datum | Berg               | Höhe    | Kontinent           |
| --- | ----- | ------------------ | ------- | ------------------- |
| 1   | 1993  | Aconcagua          | 6.961 m | Südamerika          |
| 2   | 2000  | Kilimandscharo     | 5.895 m | Afrika              |
| 3   | 2005  | Elbrus             | 5.642 m | Europa              |
| 4   | 2006  | Carstensz-Pyramide | 4.884 m | Australien/Ozeanien |
| 5   | 2007  | Mount Vinson       | 4.892 m | Antarktis           |
| 6   | 2009  | Mount McKinley     | 6.195 m | Nordamerika         |
| 7   | 2011  | Mount Everest      | 8.848 m | Asien               |

## Besteigung der Seven Second Summits
| Nr. | Datum | Berg      | Höhe    | Kontinent           |
| --- | ----- | --------- | ------- | ------------------- |
| 1   | 2011  | Ngga Pulu | 4.852 m | Australien/Ozeanien |